# Crocidophora habisalis
Crocidophora habisalis là một loài bướm đêm trong họ Crambidae.